# Haus Wilbrand
Das Haus Wilbrand (auch: Pfarrer-Otto-Hahn-Haus) ist ein Bauwerk in Darmstadt.

## Geschichte und Beschreibung
Die Villa Haus Wilbrand wurde im Jahre 1913 nach Plänen des Darmstädter Architekten Eugen Seibert erbaut.
Das Bauwerk gehört stilistisch zur traditionalistischen Architektur mit barocken Elementen.
Die neobarocke Haustür der Villa wurde – im Auftrag der Möbelfabrik Glückert – von dem Holzbildhauer Wilhelm Leuschner geschnitzt.

## Das Haus Wilbrand heute
Die Villa beherbergt heute das Altenzentrum Rosenhöhe der Diakonie.
Aus architektonischen und stadtgeschichtlichen Gründen ist das Bauwerk ein Kulturdenkmal.